# Sevendekli
Sevendekli (makedonsky: Севендекли) je vysídlená vesnice v Severní Makedonii. Nachází se v opštině Dojran v Jihovýchodním regionu.

## Demografie
Podle sčítání lidu z roku 2021 ve vesnici nikdo nežije.
Poslední obyvatelé zde byli zaznamenáni v roce 2002 a jednalo se o 3 lidi romské národnosti.
| Rok          | 1900 | 1948 | 1953 | 1961 | 1971 | 1981 | 1991 | 1994 | 2002 | 2021 |
| ------------ | ---- | ---- | ---- | ---- | ---- | ---- | ---- | ---- | ---- | ---- |
| Obyvatelstvo | 465  | 349  | 390  | 101  | 70   | 45   | 43   | 20   | 3    | 0    |